# Gustav Labry
Gustav Adolph Labry (französisch Gustave Adolphe Labry; * 22. Oktober 1800 in Berlin; † Ende 1892) war Amtmann in Herzberg und ein Onkel von Theodor Fontane.

## Leben
Gustav Labry stammte aus Hugenottenfamilien, die im 17. Jahrhundert aus Südfrankreich ausgewandert waren.
Sein Vater Jean-François Labry (Johann Franz Labry, 1767–1810) war Seidendockenkaufmann in Berlin, die Mutter Chrétienne (Christiane) Mumme (1776–1815) stammte ebenfalls aus einer wohlhabenden französischstämmigen Familie. Der Bruder Frédèric Guillaume (Friedrich Wilhelm, Fritz, 1797–1872/73) wurde Forstmann in Aachen, die Schwester Emilie (1798–1869) wurde die Mutter des Dichters Theodor Fontane.
Gustav Labry lebte 1838 in Striesa bei Schlieben. 1851 war er Amtmann in Herzberg (Elster) und wurde zum Kreisverordneten im Kreis Schweinitz gewählt.
Theodor Fontane pflegte den Kontakt zu seinem Onkel Gustav Labry.
So war dieser Taufpate bei Fontanes jüngster Schwester Elise (1838–1923) und bei seiner jüngster Tochter Martha (1860–1917). 1892 besuchte Fontane ihn zum 92. Geburtstag und war bei der Beerdigung Anfang 1893 anwesend.
Gustav Labry war verheiratet. Die Tochter Pauline, verheiratete Schirrmeister, dann verheiratete Schubart lebte zeitweise bei ihrem Vater und wurde dort von Fontane mitbesucht.